# 邦达倭蛙
邦达倭蛙（学名：Nanorana bangdaensis），一种于中国西藏自治区东部八宿县邦达镇发现的两栖动物，隶属于叉舌蛙科倭蛙属。

## 物种对比
邦达倭蛙与高山倭蛙（Nanorana parkeri）相似，但邦达倭蛙头长约等于头宽；鼓膜不明显；背部皮肤较光滑，背面有少量短疣或皮肤褶；背面呈灰绿色，无明显深色斑；体侧色浅，杂以不规则碎斑点。